# وينديل كاسل
وينديل كاسل (بالإنجليزية: Wendell Castle)‏ هو نقاش خشب ‏ ورسام أمريكي، ولد في 6 نوفمبر 1932 في إمبوريا في الولايات المتحدة، وتوفي في 20 يناير 2018 في سكوتفيل في الولايات المتحدة.